# Марианская летучая лисица
Марианская летучая лисица (Pteropus mariannus), или «фанихи» на языке чаморро — крылан, встречающийся только на острове Гуам, северных островах Марианского архипелага и на атолле Улити в группе Каролинских островов. Разрушение среды обитания привело к тому, что этот вид находится в опасности. Служба рыбных ресурсов и дикой природы США (англ. «US Fish & Wildlife Service») характеризует этот вид как «находящийся под угрозой». На численность марианского крылана оказали отрицательное влияние следующие факторы: браконьерство, промысел со стороны коренных народов, а также взаимодействие с другими видами животных и природные факторы.
Марианская летучая лисица — это рукокрылое средних размеров. Вес колеблется между 33—57,7 граммами, длина крыла от 13,4 до 15,6 см. Самцы немного крупнее самок. Брюхо чёрное или коричневое с отдельными серыми шерстинками. Шея светлее, от коричневого до золотистого, голова коричневая или чёрная. Закруглённые уши и большие глаза придают животному сходство с псовыми, поэтому многие крыланы и называются «летучими лисицами».
Живущий на острове Гуам народ чаморро считает марианскую летучую лисицу деликатесом, однако поедающий этих животных рискует стать жертвой болезни Литико-Бодига — неврологического заболевания, близкого в своих проявлениях к болезням Паркинсона и Альцгеймера. Пол Алан Кокс из Национального Гавайского Тропического Ботанического сада в Калахео, Гавайи, и Оливер Сакс из Нью-Йоркского Колледжа имени Альберта Эйнштейна обнаружили, что марианские летучие лисицы в больших количествах поедают семена саговников и — подобно некоторым видам орлов, накапливающим в жировой ткани большие количества ДДТ — скорее всего, накапливают вырабатываемые саговниками ядовитые вещества в опасных для других животных концентрациях.
В настоящее время численность вида учитывается, однако есть популяции в труднодоступных и недоступных районах.

## Подвиды
Вид состоит из 3-х подвидов:
- Pteropus mariannus mariannus
- Pteropus mariannus paganensis
- Pteropus mariannus ulthiensis